# Franciszek Pacheco i towarzysze
Franciszek Pacheco i towarzysze – grupa beatyfikowanych dziewięciu męczenników, ofiar prześladowań antykatolickich w Japonii, braci zakonnych i ojców należących do Towarzystwa Jezusowego, zamordowany z nienawiści do wiary (łac.) in odium fidei.

## Geneza męczeństwa - tło historyczne
Rozwój chrześcijaństwa w Japonii zapoczątkował w 1549 roku św. Franciszek Ksawery przez swoją działalność misyjną. Korzystając z przychylności władz jego dzieło kontynuowali jezuici portugalscy zakładając seminaria duchowne, kolegia i nowicjat. W 1592 i 1593 roku przybyli z Hiszpanii misjonarze z zakonów franciszkańskich i dominikanie. Rosnące wraz z liczebnością konwertytów wpływy chrześcijan, spory o metody ewangelizacji, a także awanturnictwo rywalizujących ze sobą kupców z Hiszpanii i Portugalii wpłynęły na zmianę stosunku, obawiających się osłabienia swej pozycji siogunów i książąt do chrześcijan. Negatywne nastawienie władz legło u podstaw prześladowań. Po okresie wzmożonej działalności misyjnej Kościoła katolickiego, gdy w  1613 roku siogun Hidetada Tokugawa wydał dekret, na mocy którego pod groźbą utraty życia wszyscy misjonarze mieli opuścić kraj, a praktykowanie i nauka religii zakazana, rozpoczęły się trwające kilka dziesięcioleci krwawe prześladowania chrześcijan. Franciszek Pacheco padł ofiarą eskalacji prześladowań zainicjowanych przez sioguna Iemitsu Tokugawę.

## Lista męczenników
| Imię (imię oryginalne)             | Nazwisko                           | Data urodzenia | Narodowość   |
| ---------------------------------- | ---------------------------------- | -------------- | ------------ |
| Franciszek (Francisco)             | Pacheco                            | 1556           | Portugalczyk |
| Baltazar (Baltasar)                | Torres                             | 1563           | Hiszpan      |
| Jan Chrzciciel (Giovanni Battista) | Zola                               | 1575           | Włoch        |
| Jan (Ioannes)                      | Kisaku (Kinsaco) フアン喜作        | ok. 1605       | Japończyk    |
| Kasper (Caspar)                    | Sadamatsu (Sadamatzu) ガスパル定松 | ok. 1565       | Japończyk    |
| Michał (Michael)                   | Tōzō ミゲル藤蔵                    | ok. 1588       | Japończyk    |
| Paweł (Paulus)                     | Kinsuke (Xinsuki) パブロ金助       | 1581           | Japończyk    |
| Piotr (Petrus)                     | Rinshei (Rinscei) ペドロ･りんせい  | 1588           | Japończyk    |
| Wincenty (Vincentius)              | Kaŭn (Caun) ビセンテ･かうん        | 1579           | Koreańczyk   |

## Znaczenie
17 czerwca 1626 roku grupa jezuitów z więzienia na terenie miasta Shimabara dołączyła w Nagasaki do innych zakonników i 20 czerwca wszystkich powolnym ogniem, żywcem spalono na podmiejskim wzgórzu.
7 lipca 1867 papież Pius IX beatyfikował Franciszka Pacheco i towarzyszy w grupie Alfonsem z Navarrete i 204 towarzyszami.
Dies natalis jest dniem, kiedy w Kościele katolickim obchodzone jest wspomnienie liturgiczne męczenników.